# Pieve di San Pietro in Bossolo
La pieve di San Pietro in Bossolo è una chiesa situata a Tavarnelle Val di Pesa, in provincia di Firenze, diocesi della medesima città.

## Storia

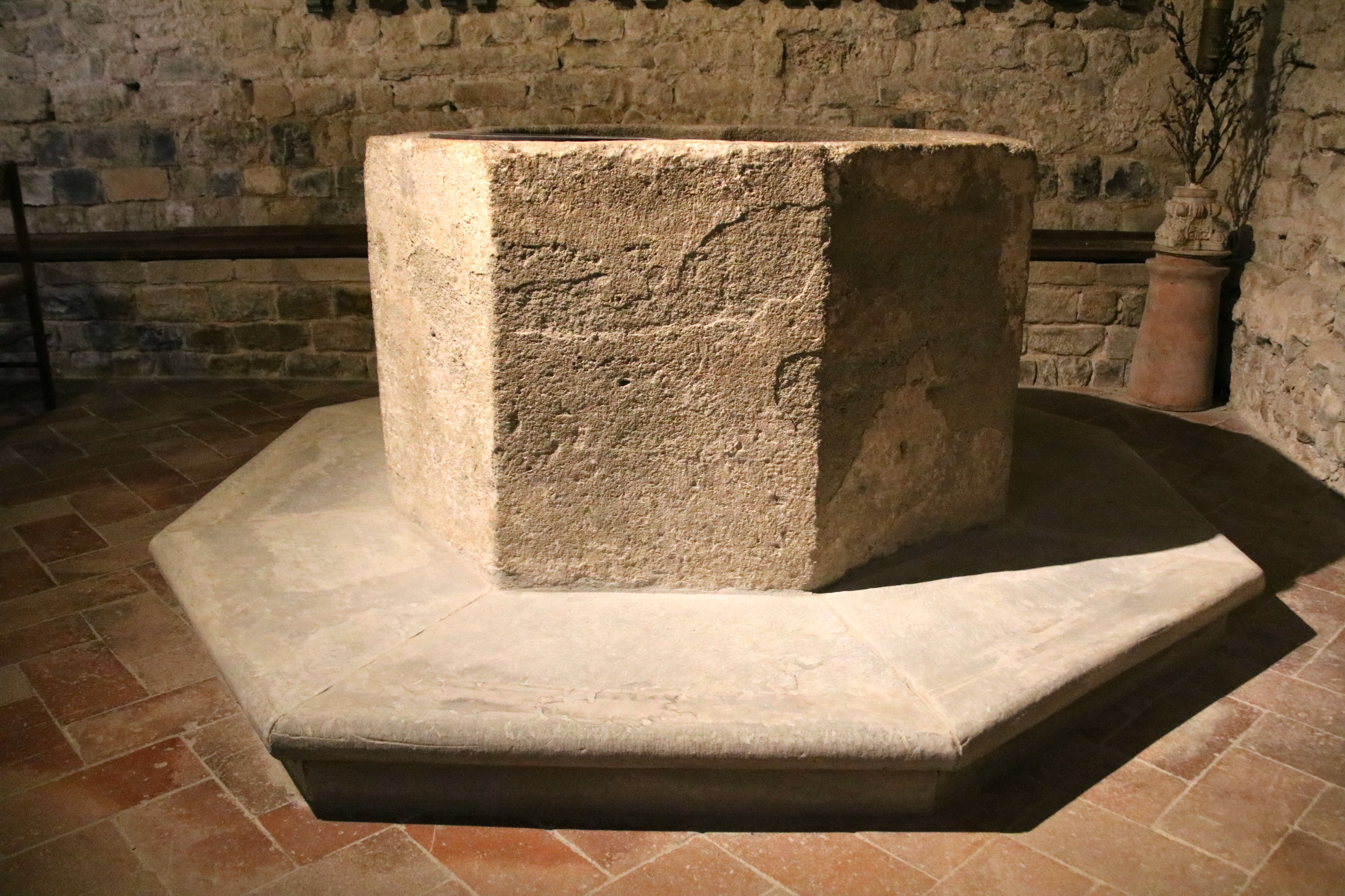
Fonte battesimale monolitico

Deriva il suo nome da in buxula che era il nome con cui negli eserciti romani si definiva la cassa imperiale. Il luogo su cui sorge la chiesa era abitato già dal V secolo, dimostrabile grazie a un'iscrizione, qui ritrovata nel XIX secolo, risalente al 424.
La chiesa è ricordata per la prima volta in un documento del 7 settembre 988 quando risultano venduti dei terreni posti nel suo territorio al marchese Ugo II di Toscana. Altri documenti risalenti al X e all'XI secolo testimoniano l'ampiezza del suo plebato; all'epoca la chiesa era conosciuta come San Pietro in Pyxide. Nei dintorni della pieve era anche un castello di pertinenza del vescovo di Firenze già nel 1038. Si conoscono i nomi di alcuni suoi pievani tra cui sono da ricordare il pievano Giovanni nell'XI secolo che si ritirò presso la Badia a Coneo e il pievano Gerardo che nel 1127 ottenne dal marchese di Toscana la rinuncia al diritto di albergheria.
Il feudo di San Pietro in Bossolo risulta di proprietà dei conti Alberti in data 23 febbraio 1208 dai quali venne rilevato dal vescovo di Firenze. Il popolo di San Pietro in Bossolo si impegno nei confronti del vescovo nel 1213 a realizzare un castello nei pressi della chiesa di San Giovanni in Bossolo ( il battistero della pieve). Dalla pieve di San Pietro in Bossolo dipendevano 25 chiese suffraganee che garantivano una notevole seppur discontinua rendita economica. Grazie a queste rendite presso la pieve aveva sede anche un capitolo di sacerdoti le cui prime notizie risalgono al 1340 quando il capitolo elesse a pievano Manente dei Buondelmonti; inoltre il pievano aveva anche la carica di esecutore papale.
Dal 1340 inizia il patronato dei Buondelmonti sulla pieve. Durante il loro patronato vennero eseguiti importanti lavori. Nel 1508 venne ricostruita la canonica mentre nel 1510 venne costruito il portico in facciata e venne restaurata la chiesa. Risulta che nel 1522 venisse commissionato un tabernacolo per la cappella del fonte battesimale, da questa notizia si deduce che in quell'epoca il battistero antistante la pieve fosse già stato distrutto e il fonte battesimale trasportato all'interno della chiesa.
Il patronato della chiesa passò ai Guicciardini nel 1649 e anche loro eseguirono delle migliorie. Nel XVII secolo la chiesa venne intonacata; venne inoltre coperta la navata centrale con una finta volta sulla quale venne realizzato un affresco raffigurante la Consegna delle Chiavi a San Pietro e le navate laterali vennero voltate. Nel 1718 durante l'amministrazione del pievano Cosimo Fabbri venne realizzata la cappella sul lato sinistro per accogliere la Vergine del Patrocinio, proveniente dall'Oratorio di San Giusto a Petroio. L'anno seguente i Guicciardini fecero costruire anche un altare nella navata sinistra per poi promuovere nel 1742 un rifacimento interno della chiesa in stile barocco.

Il campanile venne ricostruito nel 1828 a spese del popolo e su disegno di Pietro Turchi dal Borghetto e nel 1832 il pievano Romualdo del Sarto vi fece fondere la attuali cinque campane. Nel 1839 si provvide a spostare il battistero in una cappella della navata destra. Alla metà del XIX secolo l'antichità della chiesa non era più riconoscibile tanto che lo storico Luigi Biadi affermava: 
Nel 1906 venne realizzato un nuovo fonte battesimale abbandonando l'antico fonte nell'orto. L'aspetto romanico venne ripristinato durante i lavori che interessarono la chiesa tra il 1934 e il 1949: il tutto è ricordato in una lapide sotto il portico della pieve.

## Architettura

### Esterno

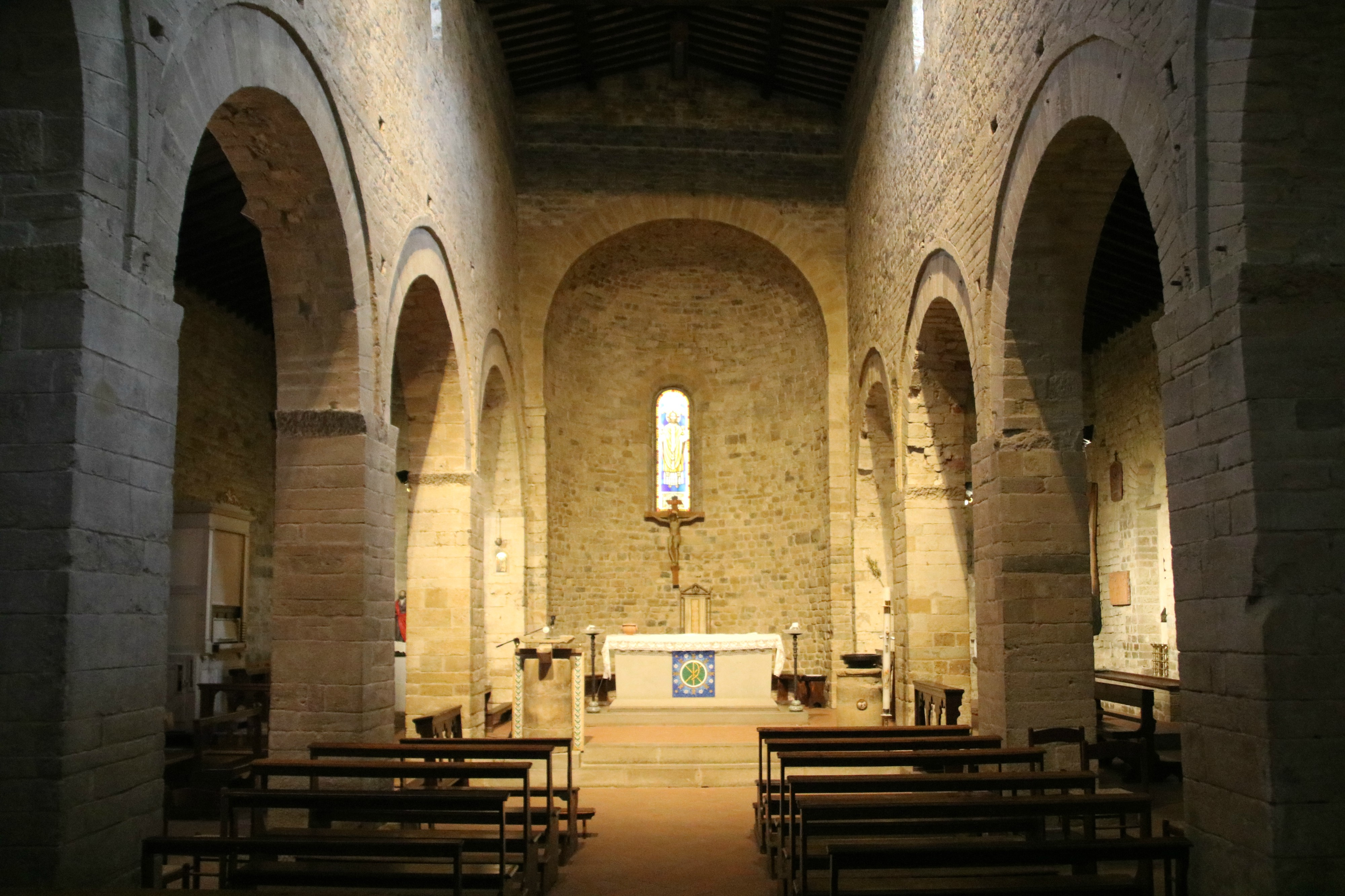
L'interno

La chiesa di San Pietro in Bossolo è una basilica a tre navate coperte a tetto e dotate di absidi semicircolari. La costruzione dell'edificio risale all'XI secolo.
La facciata è a salienti ed è preceduta da un portico. In origine erano presenti tre portali ognuno sormontato da un occhio, oggi rimane solo quello sulla sinistra. Sul fianco sud è posto il chiostro a pilastri ottagonali. Il paramento del fianco sud è stato realizzato con pietre calcaree disposte a filaretto; sono ancora presenti delle tracce di intonaco risalenti alla trasformazione barocca e non rimosse in occasione dei restauri novecenteschi. La navata centrale è sopraelevata e in esse si aprono tre monofore architettavate a doppio strombo.
La tribuna attualmente non è visibile perché coperta da edifici costruiti successivamente ma in origine presentava i volumi di tre absidi semicircolari. L'abside di sinistra è stata ricostruita mentre le altre due presentano una coronatura con archetti pensili e con un doppio ordine di mattoni disposti a dente di sega.
Il campanile originario, di cui resta una campana datata 1290, si trovava in una posizione diversa da quella attuale.

### Interno
L'interno è a tre navate di cinque campate coperte da capriate lignee, divise da pilastri quadrangolari che sorreggono arcate con risega, sono concluse da absidi semicircolari. Le arcate con risega denunciano l'opera delle stesse maestranze che hanno operato anche in altri luoghi della Valdelsa, precisamente nelle pievi di San Lazzaro a Lucardo, di Sant'Appiano (nella parte più antica)e nella pieve di Impruneta.
Da segnalare un fonte battesimale a immersione, monolitico quadrilobato di forma esagonale posto alla sinistra dell'entrata. Sempre sulla sinistra si apre la cappella della Madonna delle Grazie Vi è anche un ciborio in marmo del 1522.

### Il chiostro e il Museo di arte sacra

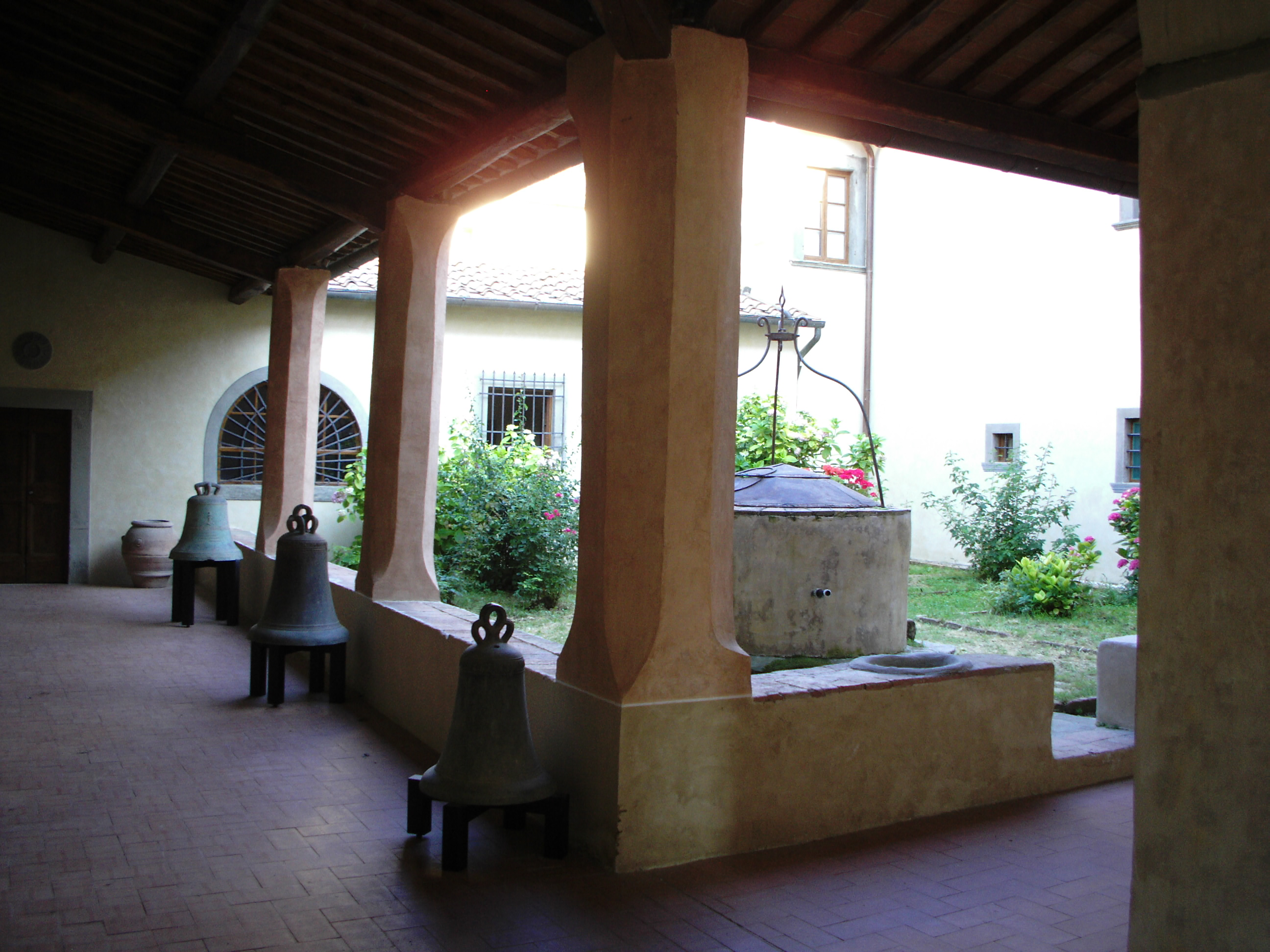
Il chiostro

Tramite il portone della canonica posta sulla destra della pieve, si accede ad un chiostro tardo medievale a pilastri ottagoni, dove si possono ammirare alcune campane.
Di qui si passa al primo piano della canonica dove è ospitato il locale Museo di Arte Sacra contenente opere di Meliore, Neri di Bicci, Ugolino di Nerio, del Maestro di Tavarnelle e di altri artisti "minori" toscani, nonché pregevoli opere di oreficeria (tra tutte, spicca una stupenda croce astile del XIII secolo).

### Battistero di San Giovanni
In occasione di scavi archeologici effettuati nel 1967 nel piazzale antistante la pieve sono stati rinvenuti i resti di due edifici distinti: dell'edificio più antico sono emerse le fondazioni costituite da un'aula quadrangolare con due absidi semicircolari, come nella cripta della Pieve di San Lazzaro a Lucardo; dell'edificio più moderno, sovrapposto al precedente, sono emerse le fondazioni. Si trattava di un edificio a pianta poligonale, probabilmente ottagonale, con abside sul lato occidentale e con quattro sostegni al centro, una struttura molto simile al battistero di Sant'Appiano. Questo edificio risale all'epoca paleocristiana e da esso proviene il fonte battesimale ad immersione collocato adesso all'interno della chiesa.

## Piviere di San Pietro in Bossolo
- Chiesa di San Giovanni

La chiesa di San Giovanni, conosciuta fin dal 1213 sarebbe da identificarsi con il battistero della pieve. Nel prato antistante la chiesa di San Pietro in Bossolo furono rinvenute le tracce di un edificio religioso (ricoperte senza che venisse stilata una relazione).
- Chiesa di Sant'Antonino a Bonazza

Conosciuta dal 1038, nulla serba dell'epoca romanica.
- Chiesa di San Niccolò a Uglione

L'ultima testimonianza della chiesa risale al 1498. Successivamente fu sconsacrata. Oggi non ne restano tracce. La località Uglione è citata nella Divina Commedia nel XV canto del Paradiso a proposito del Villan d'Aguglione.
- Chiesa di San Michele a Casaglia

È citata nelle decime del 1302. Soppressa già nel 1514.
- Chiesa di San Maiolo a Curte freda

Fondata nel 1024, nel 1148 era già stata soppressa.
- Chiesa di San Paolo in fiume

Nel 1558 fu annessa alla chiesa della Sambuca.
- Chiesa di San Bartolomeo a Palazzolo

Esistente dal 1090, fu ricostruita completamente nel 1742.
- Chiesa di San Giusto a Petroio

Appare in documenti fin dal 988, sconsacrata nel 1719. Non ne restano tracce.
- Chiesa di San Jacopo alla Sambuca
- Ospedale di San Lazzaro alla Sambuca

Esistente nel 1290 fu soppresso nel 1781. Si trovava a sud dell'abitato della Sambuca.
- Chiesa di Santa Maria a Romaiano

Conosciuta dal 1188, nel 1219 fu unita alla chiesa di San Jacopo.
- Chiesa di San Lorenzo a Viculo

È ricordata nella decima di Bonifacio VIII (1302). Soppressa dopo il 1750 al suo posto sorse un oratorio.
- Chiesa di Sant'Angelo a Nebbiano
- Chiesa di San Romolo a Tignano
- Chiesa di San Tommaso a Tignano (annesso al precedente)
- Chiesa di San Jacopo a Magliano
- Chiesa di San Bartolomeo a Barberino
- Chiesa di Santo Stefano a Barberino (annesso alla precedente)
- Chiesa di Santa Lucia a Cassiano (come sopra)
- Chiesa di Santa Lucia al Borghetto
- Chiesa di Santa Maria a Marcialla
- Chiesa di Santa Maria di Pogna (annessa al precedente)